# Podatek
Podatek – obowiązkowe świadczenie pieniężne pobierane przez związek publicznoprawny (państwo, jednostka samorządu terytorialnego) bez konkretnego, bezpośredniego świadczenia wzajemnego. Zebrane podatki są wykorzystywane na potrzeby realizacji zadań publicznych.
Pieniądze z podatków trafiają do budżetu państwa lub samorządu terytorialnego, które dzięki temu mogą inwestować w rozwój infrastruktury, wojska, policji, oświaty, służby zdrowia itp. Obecnie uznaje się, iż podatki są świadczeniami pieniężnymi, jednak w historii ludzkości znane są również podatki świadczone w innych niż pieniądz dobrach.
Podatki dzielą się na:
- bezpośrednie – nałożone na dochód lub majątek podatnika, np. podatek dochodowy (od osób fizycznych lub od osób prawnych), od nieruchomości, rolny, leśny, od środków transportowych, od spadków i darowizn, od czynności cywilnoprawnych;
- pośrednie – nakładane na przedmiot spożycia, np. VAT, akcyza – ostatecznie płaci konsument.

Dochody finansów publicznych z podatków w % PKB. Dla tych danych, wariancja PKB na głowę z parytetem siły nabywczej (PPP) jest wyjaśniona w 32% przez wpływy podatkowe.

Dochody finansów publicznych, w % ze składek na ubezpieczenia społeczne. Dla tych danych, wariancja PKB na głowę z parytetem siły nabywczej (PPP) jest wyjaśniona w 20% przez wpływy ze składek.

## Typy podatków
Klasyfikacja podatków według OECD:
- podatki dochodowe
  - podatek dochodowy od osób fizycznych (PIT)
  - podatek dochodowy od osób prawnych (CIT)
- obowiązkowe składki na ubezpieczenia społeczne

- opodatkowanie własności 
  - podatki od nieruchomości
    - podatek rolny (gruntowy)
    - podatek leśny

  - podatek od spadków i darowizn
- podatki od towarów i usług
  - podatek od wartości dodanej (VAT);
  - akcyza – podatek nakładany zasadniczo na produkcję niektórych artykułów pobierany od przedsiębiorcy, który wlicza go do ceny towaru, uzyskując w ten sposób pieniądze na zapłatę podatku;
  - cło – podatek graniczny od towarów, który w ostatecznym rozrachunku płaci konsument (część doktryny prawa podatkowego nie uważa ceł za podatki, ponieważ ich celem nie jest co do zasady ochrona interesu finansowego fiskusa, ale ochrona rynku wewnętrznego. Zgodnie z klasyfikacją dochodów budżetu państwa, wpływy z tytułu ceł są włączane do pozycji dochody niepodatkowe. Zgodnie z tą klasyfikacją cło należy do kategorii, czyli świadczeń, którym towarzyszy równoległe świadczenie ekwiwalentne w postaci pozwolenia na wwóz lub wywóz towarów);
  - inne
    - podatek od posiadania psa (obecnie podatek od psów został w Polsce zmieniony na opłatę)
    - podatek od środków transportowych
    - podatek od czynności cywilnoprawnych
    - podatek od gier

Podatek cedularny – typ opodatkowania polegający na odrębnym opodatkowaniu każdego rodzaju dochodu podatnika. Pozwala na preferowanie jednych, a dyskryminowanie innych rodzajów dochodów przez ustalanie zróżnicowanych stawek i skal opodatkowania. Utrudnia jednak stosowanie progresji w stosunku do podatników osiągających dochody z kilku źródeł.
W procesie rynkowym występuje przemieszczenie obciążenia podatkowego, w wyniku czego podatkami jest obciążona całkowicie lub częściowo inna osoba niż płatnik podatku.

## Funkcje podatków
Podatki pełnią funkcje, które z jednej strony mają charakter obiektywny, natomiast z drugiej strony zmieniają się, w miarę jak zachodzą przeobrażenia ustrojowe i społeczno-gospodarcze.
Do podstawowych funkcji podatku należą:
- fiskalna (inaczej dochodowa),
- redystrybucyjna,
- stymulacyjna,
- informacyjna.

Podatki służą w pierwszej kolejności realizacji funkcji fiskalnej, która sprowadza się do tego, że podatek pełni bardzo ważną rolę jako podstawowy rodzaj dochodów budżetowych. Jego rozmiary przewyższają wpływy z innych tytułów, takich jak opłaty, cła czy pożyczki. Funkcja fiskalna jest jedną z najstarszych funkcji podatkowych. I w czasach nowożytnych, i w czasach współczesnych podatki zabezpieczają pokrycie głównych wydatków publicznych.
Ściśle związana z funkcją fiskalną jest funkcja redystrybucyjna. Polega ona na kształtowaniu dochodu i majątku będących w dyspozycji podatników w celu zmniejszenia nierówności społecznych. Dzięki podatkom następuje redystrybucja dochodu i majątku narodowego między podatnikami a związkami publicznoprawnymi, jakimi są państwo i organy samorządu terytorialnego. Zakres redystrybucji podatkowej zależy od struktury gospodarki i systemu podatkowego: stopnia progresywności, wielkości podatków od dochodów kapitałowych i majątku.
Funkcja stymulacyjna natomiast, oznacza wykorzystanie instrumentów podatkowych w celu wywarcia wpływu na warunki działania jednostek oraz na kierunki i tempo ich rozwoju. Funkcja stymulacyjna realizuje się poprzez zróżnicowanie obciążeń podatkowych, dzięki czemu podatek może wpłynąć zachęcająco lub zniechęcająco na podejmowane decyzje w sprawie prowadzenia działalności. Praktycznym wyrazem realizacji tej funkcji w sensie pozytywnym jest system zwolnień i ulg podatkowych. Uważa się, że najlepsze podatki to takie, które mają jak najmniejszy wpływ na podejmowanie i prowadzenie produktywnej działalności gospodarczej.
Ostatnią z wymienionych funkcji podatku jest funkcja informacyjna. Polega ona na tym, że realizacja wpływów podatkowych ogółem lub z określonego podatku dostarcza informacji o prawidłowościach bądź nieprawidłowościach przebiegu procesów gospodarczych. Znaczne obniżenie wpływów od podmiotów gospodarczych może świadczyć, np. o trudnościach ze zbytem produkcji lub z wyegzekwowaniem należności od niektórych kontrahentów.

## Historia podatków
- W starożytności podatkami i daninami były obciążone tylko niektóre grupy ludności. System podatkowy w starożytnym Egipcie polegał na zabieraniu rolnikom części zbiorów, rzemieślnicy natomiast oddawali część swych wyrobów na potrzeby wojska i administracji (resztę sprzedawali), a kupcy składali daniny.
- W starożytnym Rzymie obok łupów wojennych i danin wprowadzono świadczenia pieniężne. W wyniku wojen i bogatych zdobyczy od 167 roku p.n.e. podatek od obywateli rzymskich został zniesiony[4].
- W średniowieczu podatki miały niewielkie znaczenie, ponieważ dochody władcy pochodziły przeważnie z posiadłości ziemskich, przywilejów monarszych i ceł.
- W XV wieku rozwinął się system podatkowy we Francji i Anglii. Podatek dochodowy wprowadzono w Wielkiej Brytanii już w XVIII wieku, a w Prusach dopiero w 1891.
- W XIX wieku obciążenie podatkami znacznie wzrosło, a podatki stały się instrumentem polityki finansowej.

We wczesnym średniowieczu, w warunkach gospodarki naturalnej i obowiązującego prawa książęcego, przeważająca część świadczeń przybierała formę danin. Podatki istniały tylko na terytoriach o funkcjonującej gospodarce towarowo-pieniężnej.
W XIII wieku – pod wpływem szybkiego wzrostu wielkiej własności ziemskiej, recepcji prawa niemieckiego i towarzyszącego jej upowszechniania immunitetu oraz rozszerzania się gospodarki towarowo-pieniężnej – system danin uległ dezintegracji. Zanikła zasada proporcjonalnego podziału dochodów między poszczególne ogniwa aparatu monarchii, a w wyniku utraty pełnej zwierzchności nad poddanymi w dobrach kościelnych i prywatnych od schyłku XIII wieku finanse państwa zostały znacznie ograniczone.

## Elementy techniki podatkowej
Funkcjonowanie kategorii podatku związane jest ze stworzeniem warunków i narzędzi zapewniających obliczenie wysokości podatku, określeniu, jakie czynności będą podlegały opodatkowaniu, a także skutecznego ściągnięcia podatku. Stanowią je elementy konstrukcji podatków składające się na technikę podatkową.
Zalicza się do nich:
1. Przedmiot podatku – czyli przedmiot opodatkowania jest to zjawisko, stan prawny lub faktyczny, którego powstanie powoduje powstanie obowiązku podatkowego bez względu na to, czy forma prawna została zachowana.
2. Podmiot opodatkowania – wskazuje kto na podstawie ustawy podatkowej zobowiązany jest do zapłacenia podatku. Ustawodawca określa podatnika stosując terminy: osoba fizyczna, osoba prawna, jednostka organizacyjna nieposiadająca osobowości prawnej, ustawodawca może ustalić podatnikiem inny podmiot niż wymieniony. Rozpatrując termin podmiotu podatkowego, można wyróżnić zarówno podmiot czynny oraz bierny. Podmiotem czynnym jest związek publicznoprawny korzystający z atrybutu władzy i przymusu administracyjnego w ściąganiu podatków. Podmiotem biernym jest podmiot zobowiązany do zapłacenia podatku w związku z ciążącym na nim obowiązkiem podatkowym.
3. Podstawa opodatkowania – to wyrażony ilościowo (powierzchnia, ciężar) lub wartościowo (wartość rynkowa, przychód, dochód) przedmiot podatku.
4. Stawka podatkowa – określa, jaką część podstawy opodatkowania należy odprowadzić z tytułu podatku, występują stawki kwotowe i stawki procentowe.
5. Skala podatkowa – zbiór stawek podatkowych, informuje o tym, jaką stawkę należy zastosować do danej podstawy opodatkowania.
6. Zwolnienia, zwyżki i ulgi podatkowe – decydują one o ostatecznym wymiarze podatku. Zwolnienie jest zaniechaniem poboru podatku, występują podmiotowe i przedmiotowe zwolnienia. Ulga polega na wyłączeniu określonych wartości z podstawy opodatkowania lub na obniżeniu stawek podatkowych. Zwyżka podatkowa oznacza dodatkowe, przekraczające przyjęte normy, opodatkowanie pewnych kategorii podatników. Ma ona zwykle charakter sankcyjny. Zwolnienia, ulgi i zwyżki podatkowe mogą realizować cele ekonomiczne, społeczne lub polityczne.

## Podatki w Polsce

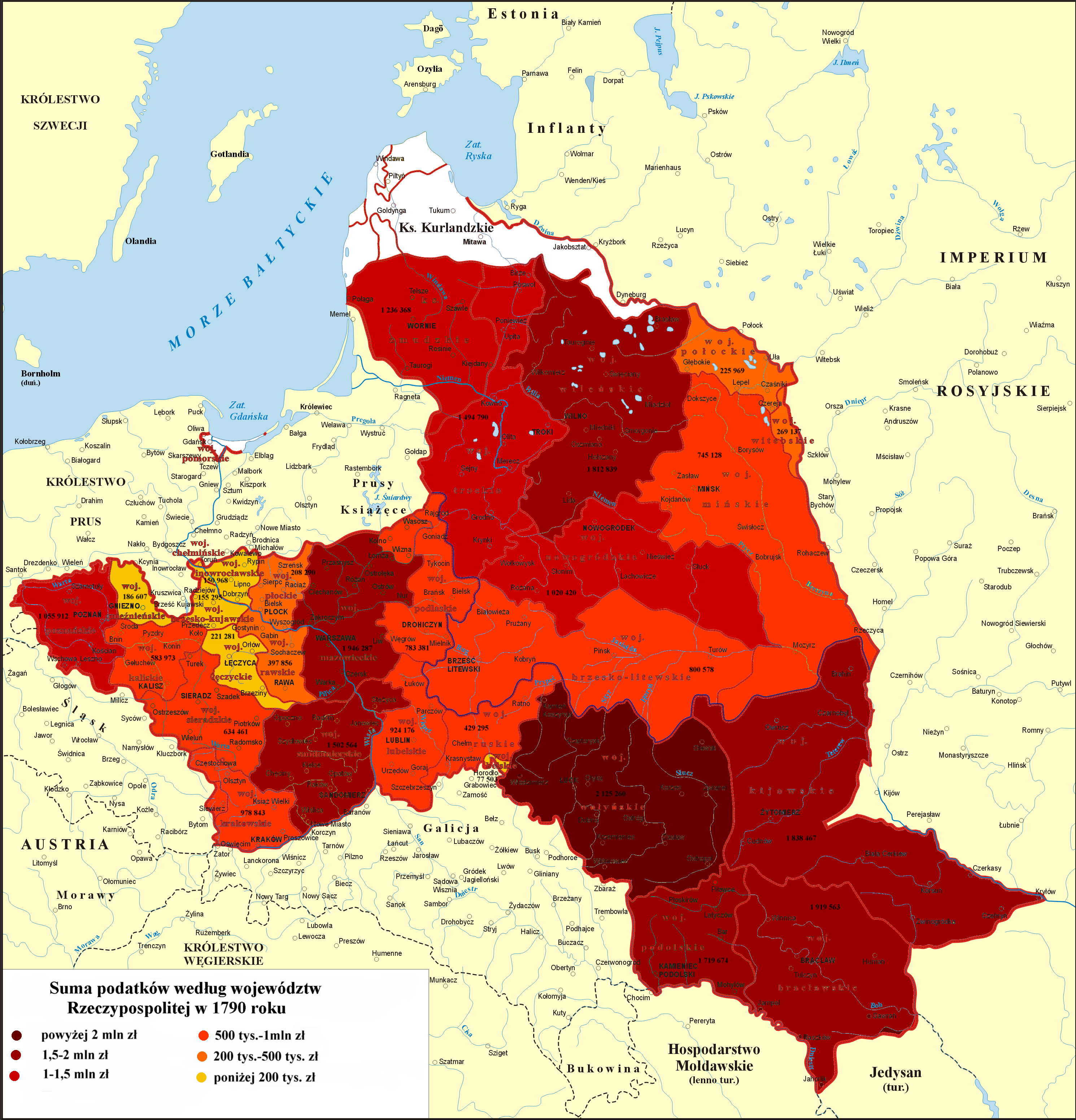
Suma wszystkich podatków według województw Rzeczypospolitej Obojga Narodów, według tabeli Fryderyka Józefa Moszyńskiego z 1790 roku

Zgodnie z polskim prawem daniny, aby zostały uznane za podatki muszą posiadać 4 cechy:
- nieodpłatność;
- przymusowość;
- powszechność;
- bezzwrotność.

### Podatki w budżecie Polski w 2013
Według projektu budżetu państwa na rok 2013, dochody państwa miały wynieść 299 miliardów złotych, w tym 266 miliardów złotych pochodzić miało z podatków (w lipcu 2013 rząd zaplanował nowelizację tego budżetu).
Na 266 mld planowanych dochodów podatkowych budżetu państwa składają się:
- podatek VAT – 126,4 mld
- akcyza – 64,5 mld
- podatek PIT – 42,9 mld
- podatek CIT – 29,6 mld
- podatek od wydobycia niektórych kopalin – 2 mld.

### Podatki w budżecie Polski w 2008
W projekcie budżetu państwa na rok 2008 przychody krajowe zaplanowano na kwotę 247 mld zł (bez środków z UE), w tym dochody podatkowe na ok. 229 mld (blisko 93% dochodów budżetu).
Na 229 mld planowanych dochodów podatkowych budżetu państwa składają się:
- podatek VAT – 111,7 mld (ponad 48% dochodów podatkowych i ponad 45% dochodów budżetu)
- akcyza – 52,2 mld (blisko 23% dochodów podatkowych i ponad 21% dochodów budżetu)
- podatek PIT – 38 mld (ponad 16% dochodów podatkowych i ponad 15% dochodów budżetu)
- podatek CIT – 27,1 mld (blisko 12% dochodów podatkowych i blisko 11% dochodów budżetu).

Podatki pośrednie według projektu budżetu stanowią w 2008 blisko 3/4 dochodów podatkowych państwa.